# Nestelreuth
Nestelreuth ist ein Gemeindeteil der Stadt Naila im oberfränkischen Landkreis Hof in Bayern. Nestelreuth liegt in der Gemarkung Marlesreuth.

## Geografie
Der Weiler am südlichen Talrand der Culmitz. Eine Anliegerstraße führt zur Staatsstraße 2158 bei Molkenbrunn (0,7 km östlich).

## Geschichte
Nestelreuth wurde 1559 erstmals schriftlich erwähnt. Bis 1643 waren die Herren von Wildenstein mit dem Gut belehnt. Später war es zeitweilig in Besitz der Herren von Reitzenstein. Der Ort gehörte zur Realgemeinde Marlesreuth. Gegen Ende des 18. Jahrhunderts bestand Nestelreuth aus zwei Anwesen (Gutsgebäude und Schafhaus). Die Hochgerichtsbarkeit hatte das bayreuthische Verwaltungsamt Schwarzenbach am Wald; diese wurde aber auch vom bambergischen Centamt Enchenreuth beansprucht. Die bambergische Amtsverwaltung Nestelreuth war Grundherr beider Anwesen.
Von 1797 bis 1810 unterstand Nestelreuth dem Justiz- und Kammeramt Naila. Infolge des Ersten Gemeindeedikts wurde Nestelreuth dem 1812 gebildeten Steuerdistrikt Culmitz und der zugleich entstandenen Ruralgemeinde Marlesreuth zugewiesen. Im Zuge der Gebietsreform in Bayern wurde Nestelreuth am 1. Mai 1978 nach Naila eingemeindet.

### Baudenkmäler
- Haus Nr. 1a, 1b:	Ehemaliges Rittergut[10]

### Einwohnerentwicklung
| Jahr      | 1819  | 1861   | 1871   | 1885   | 1900   | 1925   | 1950   | 1961   | 1970   | 1987  |
| Einwohner | 17    | 16     | 23     | 48     | 36     | 22     | 24     | 25     | 15     | 10    |
| Häuser    |       |        |        | 2      | 5      | 3      | 4      | 4      |        | 6     |
| Quelle    | [ 8 ] | [ 12 ] | [ 13 ] | [ 14 ] | [ 15 ] | [ 16 ] | [ 17 ] | [ 18 ] | [ 19 ] | [ 1 ] |

## Religion
Nestelreuth ist evangelisch-lutherisch geprägt und bis heute nach St. Simon und Judas (Marlesreuth) gepfarrt.